# 巴里西
巴里西（法語：Barisis）是法国皮卡第大区埃纳省的一个市镇，属于拉昂区库西堡-欧夫里克县。该市镇2009年时的人口为740人。

## 人口
巴里西人口变化图示
| 数据来源：INSEE |